# John Tenniel
Sir John Tenniel (Londra, 28 febbraio 1820 – Londra, 25 febbraio 1914) è stato un pittore e illustratore britannico.
Per quasi tutta la carriera disegnò vignette satiriche e caricature per la rivista Punch, ma viene ricordato soprattutto per le sue illustrazioni per i due romanzi di Lewis Carroll, Alice nel Paese delle Meraviglie e Attraverso lo specchio. L'influenza dell'opera di Tenniel nella storia dell'illustrazione si può osservare per esempio nei disegni di artisti gotici come Edward Gorey, Mark Ryden e Dame Darcy.

## Biografia

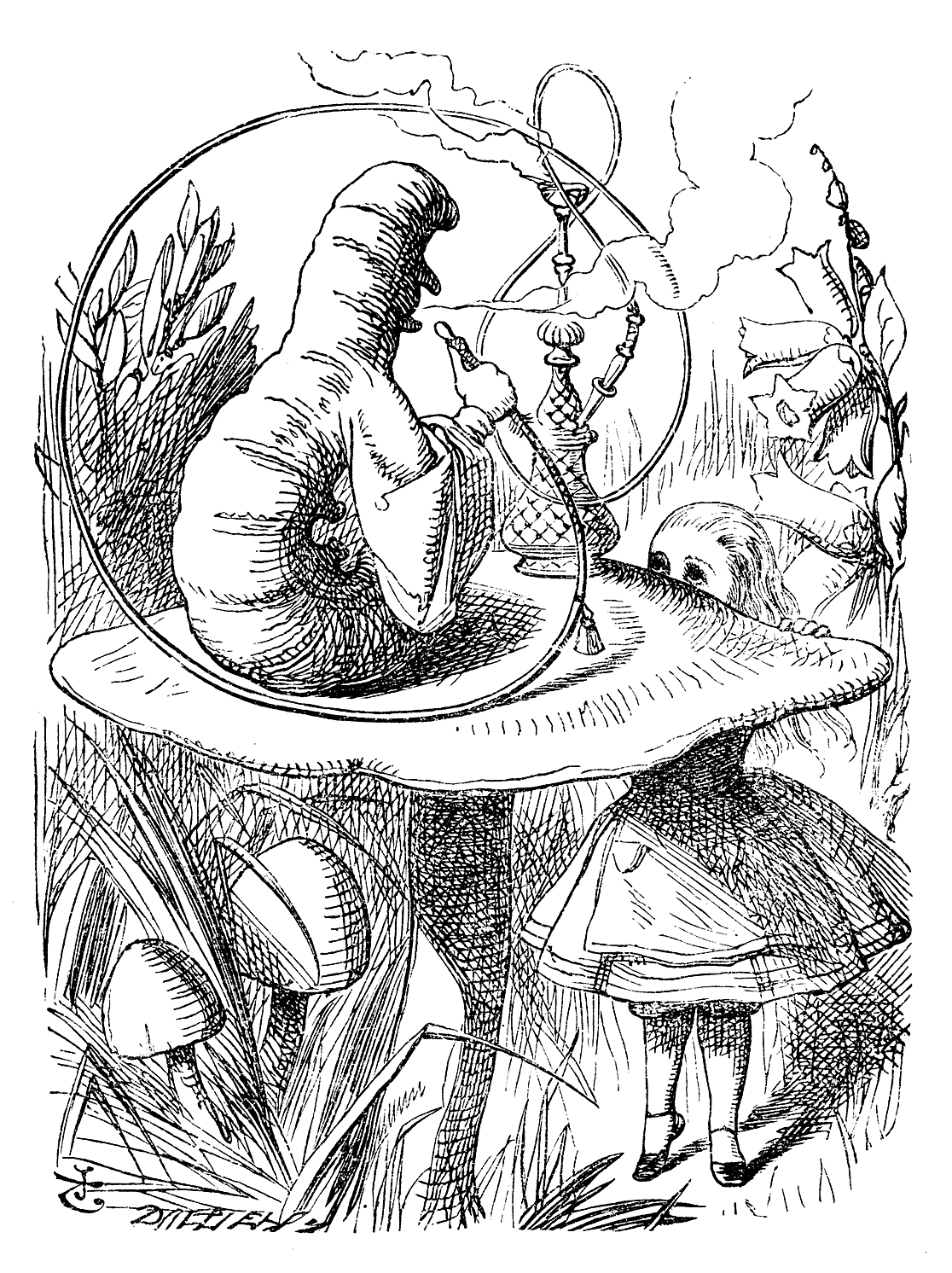
Il bruco con il narghilè, da Alice nel Paese delle Meraviglie

John Tenniel nacque a Londra. Da piccolo perse l'uso di un occhio in un incidente; in seguito imparò a dipingere e disegnare da autodidatta, pur avendo per qualche tempo frequentato la Royal Academy. Nel 1836 inviò una prima opera alla Royal Society of British Artists, e nel 1845 partecipò a una gara per la decorazione dei muri del nuovo Palazzo di Westminster, vincendo un premio di 200 sterline e la commissione per dipingere un affresco nella Upper Waiting Hall della House of Lords.
Nonostante la sua aspirazione alle arti nobili, ben presto si affermò come disegnatore di vignette umoristiche, grazie anche al supporto dell'amico Charles Keene. In particolare ebbero un notevole successo le sue illustrazioni delle favole di Esopo, in cui Tenniel aveva unito il talento artistico al senso dello humour e a uno studio accurato degli animali e del loro comportamento. Nel 1850, a Natale, Mark Lemon gli offrì un posto come disegnatore associato per la rivista Punch, insieme a John Leech (un altro celebre illustratore, Richard Doyle, aveva rifiutato il posto). Nel 1874 Tenniel fu eletto membro ad honorem del Royal Institute of Painters in Water Colours.

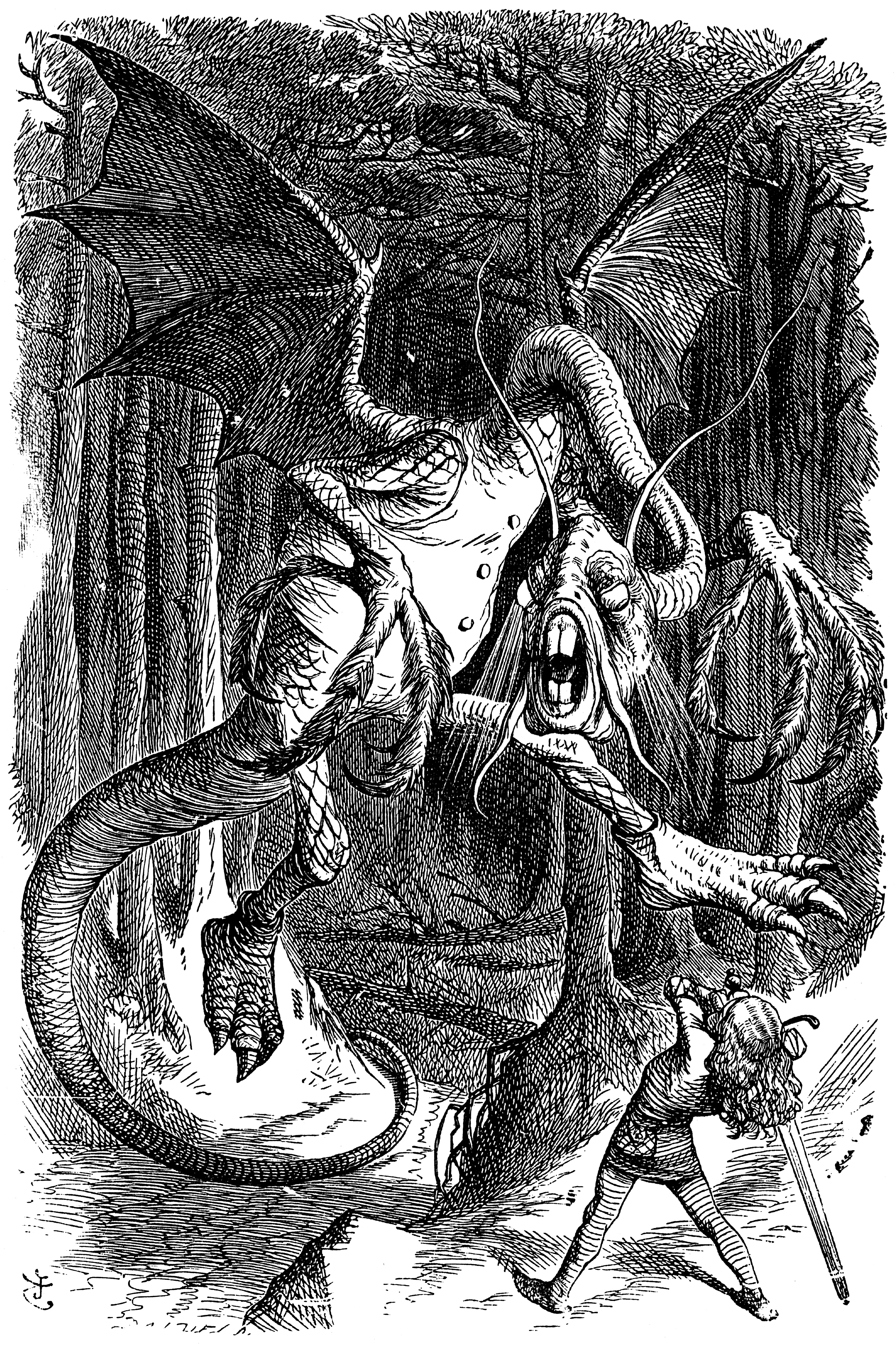
Il Jabberwocky, in una illustrazione per Dietro lo specchio

Quando Leech morì, Tenniel continuò il lavoro presso Punch da solo, contribuendo a tutti i numeri della rivista, con la sola eccezione di brevi periodi di infermità o di vacanza, e realizzando circa 2300 vignette e un numero incalcolabile di disegni minori, distinguendosi per la qualità artistica delle sue opere e l'acutezza umoristica della sua satira. In generale, i suoi contributi a Punch erano in sintonia con la linea politica Whig della rivista, sebbene i toni delle sue opere fossero in genere più moderati dei testi a cui si accompagnavano.
Per i suoi meriti di artista, su richiesta di William Ewart Gladstone, nel 1893 gli fu conferita la carica di Cavaliere. Quando andò in pensione, nel gennaio del 1901, gli fu tributato un banchetto d'addio con ospiti illustri come Arthur James Balfour (allora a capo della House of Commons) e altri membri dell'alta società inglese.

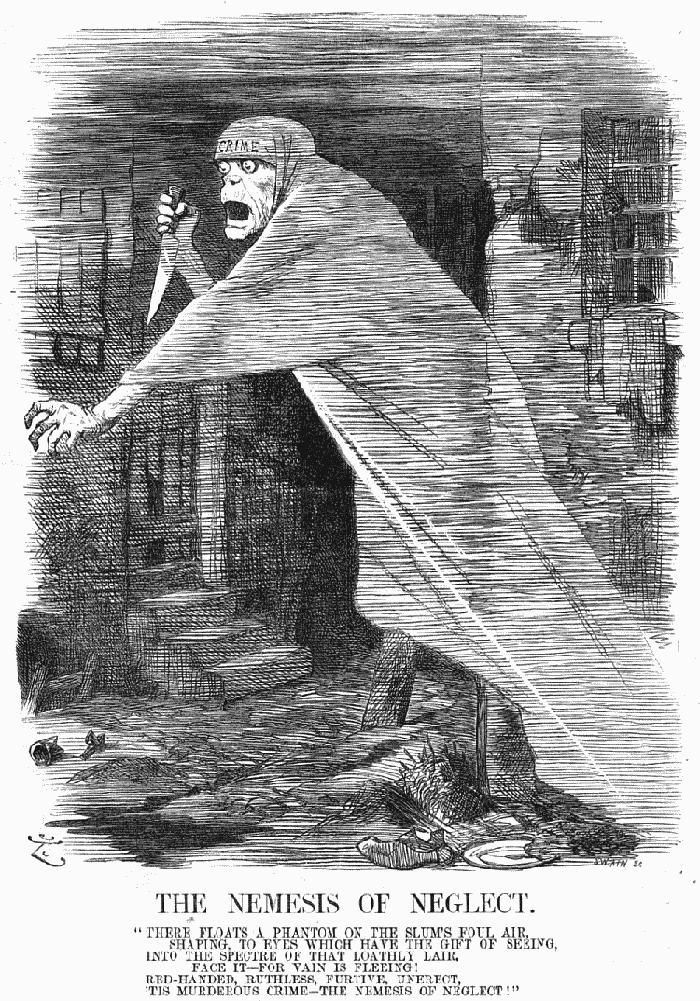
"The Nemesis of Neglect", una vignetta del 1888 sugli omicidi di Jack lo Squartatore

Le opere di Tenniel sono rinomate per l'accuratezza del disegno, la precisione del tratto, l'eleganza della composizione, e la genialità della satira; gli viene generalmente riconosciuto il merito di aver elevato la vignetta satirica a tema politico alla dignità di una vera e propria arte. Se fra i maggiori ispiratori del suo stile si possono citare Cornelius e Overbeck, il suo stile fu assolutamente originale.
Mostre delle opere di Tenniel si tennero nel 1895 e nel 1900. Di Tenniel è anche il ritratto a mosaico di Leonardo da Vinci che si trova nel Victoria and Albert Museum.

### Opere illustrate da Tenniel
- Juvenile Verse and Picture Book, (1846)
- Undine (1846)
- Le favole di Esopo (1848)
- Robert Blair, The Grave (1858)
- Shirley Brooks, The Gordian Knot (1860)
- Shirley Brooks, The Silver Cord (1861)
- Thomas Moore, Lalla Rookh (1861)
- Lewis Carroll, Alice nel Paese delle Meraviglie (1866)
- The Mirage of Life, 1867
- Lewis Carroll, Dietro lo specchio (1870)

### Collaborazioni
- Pollok, Course of Time (1857)
- Poets of the Nineteenth Century (1857)
- Edgar Allan Poe, Works (1857)